# M-Stoff
El M-Stoff, o "sustancia M" era el nombre código empleado por los alemanes durante la Segunda Guerra Mundial para el metanol CH3 OH utiliza como fines aeroespaciales. Se empleó como combustible para la propulsión de algunos cohetes experimentales. También se usa para enfriar el motor cohete gracias  a su elevado calor latente de vaporización.
Mezclado con B-Stoff (hidrato de hidracina), da el C-Stoff, en el motor Walter HWK 109-509 del avión cohete Messerschmitt Me 163B.